# 史蒂文森牧場 (加利福尼亞州)
史蒂文森牧場（英語：Stevenson Ranch）是位於美國加利福尼亞州洛杉磯縣的一個人口普查指定地區。

## 地理
史蒂文森牧場的座標為34°23′21″N 118°35′18″W / 34.38917°N 118.58833°W，而該地最高點為海拔高度466米（即1529英尺）。

## 人口
根據2010年美國人口普查的數據，史蒂文森牧場的面積為16.478平方千米，當中陸地面積為16.475平方千米，而水域面積為0.003平方千米。當地共有人口17557人，而人口密度為每平方千米1,065人。